# Nagrobek Laury Przeździeckiej w Kamieńcu Podolskim
Nagrobek Laury Przeździeckiej (ukr. Надгробок Лаури Пшездецької, Nadhrobok Laury Pszezdećkoji) – bogato rzeźbiony marmurowy nagrobek Laury Przeździeckiej h. Pierzchała (1853–1874), bratanicy Aleksandra Narcyza, autorstwa Wiktora Brodzkiego.
Przeniesiony z Kościoła Wniebowzięcia NMP w Czarnym Ostrowie do Katedry Kamienieckiej.